# Dino Zoff
Dino Zoff (Mariano del Friuli, 28 de Fevereiro de 1942) é um ex-futebolista profissional italiano, que atuava como goleiro.
Zoff entrou para a história como o jogador de futebol mais velho a ser campeão de uma Copa do Mundo FIFA, feito acontecido em 1982, em que Zoff tinha quarenta anos e, era o capitão da seleção italiana. Ainda nessa copa, Zoff se tornou o segundo goleiro a levantar a taça de campeão mundial; o primeiro foi outro goleiro italiano, Giampiero Combi, na Copa do Mundo de 1934.
Goleiro de grande técnica e habilidade, Zoff é considerado um dos melhores de sua posição. Disputou 112 partidas com a seleção italiana (59 partidas como capitão), sendo o quarto jogador que mais atuou pela Azzurra, atrás apenas de Gianluigi Buffon, Paolo Maldini e Fabio Cannavaro.
Foi homenageado no anime Captain Tsubasa sendo a inspiração para o personagem Genzo Wakabayashi.

## Carreira
A carreira de Zoff começou em 24 de setembro de 1961, quando tinha apenas dezenove anos, estreando na Serie A pela Udinese, em um jogo contra a Fiorentina. Duas temporadas depois, em 1963, transferiu-se para a equipe do Mantova, na qual ficou por quatro temporadas, até 1967, quando foi contratado pelo Napoli e estreou na seleção italiana.
Em 1968, esteve entre os jogadores da seleção italiana que conquistou a Eurocopa de 1968, disputada na Itália, faturando o seu primeiro título como jogador e, durante as quartas-de-final, Zoff fez a sua estréia como goleiro da seleção, na partida contra a Bulgária.

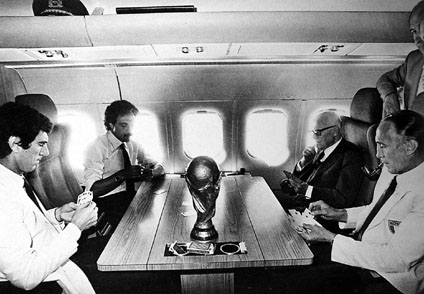
Zoff, mais à esquerda, no voo que levou os campeões de 1982 de volta à Itália. Na foto, está jogando cartas com o atacante Franco Causio (no banco ao seu lado), o presidente da Itália, Sandro Pertini (de óculos) e o técnico Enzo Bearzot, com a taça FIFA na mesa.

Zoff estreou em Copas do Mundo em 1970, no México como reserva do goleiro titular naquela copa, Enrico Albertosi, e com a qual revezou várias vezes o posto de goleiro titular da seleção, até o ano de 1972, quando Albertosi decidiu parar de jogar pela seleção, fazendo com que o posto de goleiro titular passasse definitivamente a Zoff, na qual ficou por onze anos. No mesmo ano, Zoff foi contratado pela Juventus. Foi a partir desse ano que Zoff se consagrou, conquistando praticamente todos os títulos de sua carreira.
Em seu primeiro ano na Juventus, Zoff ficou sem tomar gols por 903 minutos (entre 3 de dezembro de 1972 e 18 de fevereiro de 1973). Em 1974, Zoff estrearia como titular em uma Copa do Mundo, mas a Itália cumpriria fraca campanha sendo eliminada na primeira fase.
Depois da boa campanha da seleção italiana (quarto lugar) na Copa do Mundo de 1978, disputada na Argentina, Zoff voltaria a defender o gol italiano na Copa do Mundo de 1982, na Espanha. Depois de um difícil começo na primeira fase daquele mundial, onde obteve três empates seguidos, a Azzurra realizou uma reação, passando seguidamente por cima dos maiores favoritos ao título. Com perfeitas atuações, Zoff, como capitão da equipe, levantou a taça no jogo final contra a Alemanha Ocidental.
Zoff encerrou sua carreira como jogador em 2 de junho de 1983, pela Juventus, passando a ocupar no mesmo ano a vaga de treinador de goleiros e em 1988 iniciou a sua carreira como treinador na mesma equipe, conquistando a Copa da UEFA e a Copa da Itália em 1990, além de uma terceira colocação no campeonato nacional. O capitão do tri italiano acabou eleito o melhor jogador do país nos cinquenta anos da UEFA, nos Prêmios do Jubileu da entidade.
Em 1988, Zoff assumiu o comando da seleção olímpica italiana, classificando-a para a disputa dos Jogos Olímpicos de Seul.

## Estatísticas
- Durante sua carreira como jogador, Zoff fez 570 partidas na Série A, sendo ultrapassado apenas por Maldini e Gianluca Pagliuca.
- Zoff detém o recorde de maior invencibilidade em jogos internacionais: 1143 minutos sem tomar gol, entre 20 de setembro de 1972 e 15 de junho de 1974 (a série foi quebrada na Copa do Mundo de 1974 no jogo contra o Haiti, que a Itália venceu por 3 a 1. O gol haitiano foi marcado por Emmanuel Sanon).
- Maior quantidade de jogos consecutivos disputados na série A: 332 partidas (dois pelo Napoli e 330 pela Juventus).
- Dino comentou em várias entrevistas que "nasceu para ser goleiro" e que seus maiores ídolos no esporte eram Giovanni Viola e Gordon Banks.
- Zoff ficou 903 minutos sem levar gol na Serie A. A marca só é menor que a de Sebastiano Rossi, que, entre dezembro de 1993 e fevereiro de 1994, ficou 929 minutos sem sofrer gol. O recorde mundial pertence ao goleiro do Vasco da Gama da década de 1970, Mazarópi, que ficou 1816 minutos sem sofrer qualquer gol.
- Ao todo, Dino Zoff disputou 112 partidas pela seleção do seu país, tendo sofrido 81 gols (média de 0,72 por jogo).

## Títulos

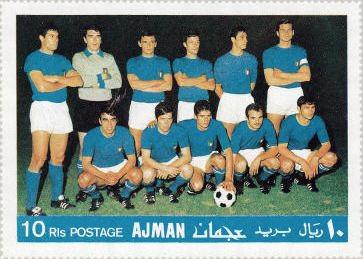
Quatorze anos antes de ser campeão mundial, Zoff venceu também a Eurocopa 1968. Na imagem, é o segundo em pé, da esquerda para a direita.

### Como jogador
Juventus
- Serie A: 1972–73, 1974–75, 1976–77, 1977–78, 1980–81 e 1981–82
- Copa da UEFA: 1976–77
- Coppa Italia: 1978–79 e 1982–83

Seleção Italiana
- Campeonato Europeu: 1968
- Copa do Mundo FIFA: 1982

### Como treinador
Juventus
- Copa da UEFA: 1989–90
- Coppa Italia: 1989–90

### Prêmios individuais
- Equipe da Eurocopa: 1968, 1980
- Equipe das Estrelas da Copa do Mundo FIFA: 1982
- Ordem de Mérito da FIFA
- Prêmios do Jubileu da UEFA
- FIFA 100
- Jubileu de Ouro da UEFA (5º)
- Hall da Fama do Futebol Italiano
- IFFHS ALL TIME DREAM TEAMS ITALY[3]